# Epipleoneura
Epipleoneura – rodzaj ważek z rodziny łątkowatych (Coenagrionidae). Do 2013 roku był zaliczany do Protoneuridae.

## Podział systematyczny
Do rodzaju należą następujące gatunki:

- Epipleoneura albuquerquei Machado, 1964
- Epipleoneura angeloi Pessacq & Costa, 2010
- Epipleoneura capilliformis (Selys, 1886)
- Epipleoneura demarmelsi von Ellenrieder & Garrison, 2008
- Epipleoneura fernandezi Rácenis, 1960
- Epipleoneura fuscaenea Williamson, 1915
- Epipleoneura haroldoi Santos, 1964
- Epipleoneura humeralis (Selys, 1886)
- Epipleoneura janirae Machado, 2005
- Epipleoneura kaxuriana Machado, 1985
- Epipleoneura lamina Williamson, 1915
- Epipleoneura lencionii Pessacq & Anjos-Santos, 2022
- Epipleoneura machadoi Rácenis, 1960
- Epipleoneura manauensis Santos, 1964
- Epipleoneura metallica Rácenis, 1955
- Epipleoneura ocuene De Marmels, 1989
- Epipleoneura ottoi Pessacq, 2014
- Epipleoneura pallida Rácenis, 1960
- Epipleoneura parmula Tennessen & Garrison, 2023
- Epipleoneura pereirai Machado, 1964
- Epipleoneura protostictoides (Fraser, 1946)
- Epipleoneura solitaria De Marmels, 1989
- Epipleoneura spatulata Rácenis, 1960
- Epipleoneura susanae Pessacq, 2014
- Epipleoneura tariana Machado, 1985
- Epipleoneura uncinata De Marmels, 1989
- Epipleoneura venezuelensis Rácenis, 1955
- Epipleoneura waiwaiana Machado, 1985
- Epipleoneura westfalli Machado, 1986
- Epipleoneura williamsoni Santos, 1957